# Vilanòva de Randans
Villeneuve-les-Cerfs és un municipi francès situat al departament del Puèi Domat i a la regió d'Alvèrnia-Roine-Alps. L'any 2007 tenia 471 habitants.

## Demografia

### Població
El 2007 la població de fet de Villeneuve-les-Cerfs era de 471 persones. Hi havia 153 famílies de les quals 43 eren unipersonals (12 homes vivint sols i 31 dones vivint soles), 31 parelles sense fills, 59 parelles amb fills i 20 famílies monoparentals amb fills.
La població ha evolucionat segons el següent gràfic:
Habitants censats

### Habitatges
El 2007 hi havia 186 habitatges, 150 eren l'habitatge principal de la família, 21 eren segones residències i 15 estaven desocupats. 185 eren cases i 1 era un apartament. Dels 150 habitatges principals, 136 estaven ocupats pels seus propietaris, 12 estaven llogats i ocupats pels llogaters i 3 estaven cedits a títol gratuït; 2 tenien dues cambres, 20 en tenien tres, 43 en tenien quatre i 85 en tenien cinc o més. 127 habitatges disposaven pel capbaix d'una plaça de pàrquing. A 64 habitatges hi havia un automòbil i a 81 n'hi havia dos o més.

### Piràmide de població
La piràmide de població per edats i sexe el 2009 era:
| Homes | Edats   | Dones |
| ----- | ------- | ----- |
| 0     | 95 o +  | 0     |
| 0     | 90 a 94 | 0     |
| 0     | 85 a 89 | 12    |
| 0     | 80 a 84 | 4     |
| 8     | 75 a 79 | 8     |
| 4     | 70 a 74 | 4     |
| 8     | 65 a 69 | 4     |
| 16    | 60 a 64 | 8     |
| 12    | 55 a 59 | 16    |
| 20    | 50 a 54 | 20    |
| 8     | 45 a 49 | 16    |
| 8     | 40 a 44 | 12    |
| 20    | 35 a 39 | 16    |
| 12    | 30 a 34 | 8     |
| 8     | 25 a 29 | 16    |
| 12    | 20 a 24 | 4     |
| 20    | 15 a 19 | 12    |
| 0     | 10 a 14 | 24    |
| 16    | 5 a 9   | 8     |
| 8     | 0 a 4   | 8     |

## Economia
El 2007 la població en edat de treballar era de 292 persones, 187 eren actives i 105 eren inactives. De les 187 persones actives 176 estaven ocupades (93 homes i 83 dones) i 11 estaven aturades (2 homes i 9 dones). De les 105 persones inactives 26 estaven jubilades, 24 estaven estudiant i 55 estaven classificades com a «altres inactius».

### Ingressos
El 2009 a Villeneuve-les-Cerfs hi havia 154 unitats fiscals que integraven 396 persones, la mediana anual d'ingressos fiscals per persona era de 17.665 €.

### Activitats econòmiques
Dels 12 establiments que hi havia el 2007, 3 eren d'empreses extractives, 1 d'una empresa de fabricació d'altres productes industrials, 3 d'empreses de construcció, 1 d'una empresa de comerç i reparació d'automòbils, 2 d'empreses de transport, 1 d'una empresa d'informació i comunicació i 1 d'una empresa classificada com a «altres activitats de serveis».
Dels 2 establiments de servei als particulars que hi havia el 2009, 1 era un guixaire pintor i 1 electricista.
L'any 2000 a Villeneuve-les-Cerfs hi havia 12 explotacions agrícoles que ocupaven un total de 536 hectàrees.

## Poblacions més properes
El següent diagrama mostra les poblacions més properes.